# Eugenio De Liguoro
Eugenio De Liguoro Presicce (* 8. März 1895 in Neapel; † 30. Juni 1952 in Los Angeles) war ein italienischer Schauspieler und Filmregisseur.

## Leben
De Liguoro, Sohn des italienischen Filmpioniers Giuseppe, trat zunächst als Schauspieler in die Fußstapfen seines Vaters und nahm 1915 seine erste Filmrolle an, der allerdings nur wenige (und dann immer unter dessen Regie) folgten. 1919 inszenierte er erstmals selbst (Fascino d'oro) in Italien, bevor er zwei Jahre in Indien verbrachte, wo er ebenfalls inszenierte und für J.F. Madans Madan Theatres in Kalkutta arbeitete. Mit der Etablierung des Tonfilms übernahm De Liguoro verschiedene Aufgaben vor und hinter der Kamera; 1938 wanderte er zunächst nach Chile aus, wo er als Schauspieler engagiert wurde und als Regisseur elf Filme drehte, die mehrfach im Arbeitermilieu des Landes angesiedelt waren, außerdem Melodramen und Komödien. Dort hatte er dazu auch mit Ricardo Vivado und Ewald Beier die „VDB Studios“ gegründet, mit denen er diese Filme produzierte. 1947 zog der Kosmopolit in die USA, wo er einen letzten Film inszenierte, bevor er in relativ jungen Jahren starb.

## Filmografie (Auswahl)

### Regie
- 1919: Fascino d'oro
- 1920: Nala Damayanti (nach Nala und Damayanti)
- 1933: Aria di paese
- 1933: Piccola mia
- 1944: Hoy comienza mi vida
- 1950: Stop that cab